# Цветан Михайлов Димитров
Цветан Михайлов Димитров е роден на 10 април 1951 г. в село Долно Белотинци, област Монтана. През 1969 г. е завършил Природо-математическата гимназия в Михайловград (сега Монтана).
През 1975 г., като редовен студент е завършил Висш Машинно Електротехнически Институт в София, (сега Технически Университет – София), по специалността „Технология на машиностроенето и металорежещи машини“, с диплома „машинен инженер“, (магистър) и впоследствие повече от 14 години е работил в материалното производство.
Завършил е Народната школа за запасни офицери, Плевен.

## Спортна кариера
През 1969 г., като редовен студент е започнал да тренира и да се състезава като боксьор при преподавателя по физкултура и треньор по бокс във Висш Машинно Електротехнически Институт – София, майстор на спорта Богомил Захариев (бай Божко).
Цветан Димитров се състезава за отборите по бокс на ВМЕИ – София, Академик – София, ЦСКА София, „Дунав“ – Лом и като професионален боксьор. Покрил е нормативите за майстор на спорта. Той е двукратен вицешампион и клубен шампион по бокс за мъже на България с отбор ЦСКА София и шампион по бокс за професионалисти в свръхтежка категория на България за 1992 г.
Включван е и е участвал на състезания на националния отбор на България, медалист е на международни турнири.
На 19.09.1992 г. в Киев, Украйна, Димитров играе мач срещу шампиона по бокс на Украйна в свръхтежка категория за Европейското първенство за професионалисти.
Той е първият български шампион при професионалистите в свръхтежка категория.